# Anthony Spurgin
Anthony Spurgin (Sussex, 1907 – Howe, 1998) was een Brits componist en dirigent. Voor bepaalde werken gebruikte hij het pseudoniem: A. Picon.

## Levensloop
Spurgin was na zijn muzikale opleiding componist en dirigent. Naast de beroepsorkesten werkte hij ook met brassbands en was vele jaren dirigent van de Burwash Band in East Sussex en dirigent van de Sussex Band. Verder werkte hij ook als dirigent van de Pevensey Silver Band.

## Composities

### Werken voor orkest
- Chinstrap
- Crown Of Laurel
- West Country Special

### Werken voor brassband
- A Touch of Irish Singalong
- A Wealdon Rhapsody
- Blue Sombrero
- Deux Grotesques
- Duke of York's Patrol, mars
- Hymn on "Lobe den Herren"
- Lions and Martlets, fantasia
- Music in the night
- New York Calling
- Sylvia
- The Ever Readies, mars
- Vodka, Russische dans

### Kamermuziek
- Break for Horns, voor drie Es-hoorns
- Discourse for Oboe
- Four ceremonial Fanfares, voor Es sopraan trompet, 3 Bes trompetten, 2 tenor trombones en bastrombone
- Foursome for brass, voor koperkwartet

### Filmmuziek
- 1956 The Narrowing Circle
- 1957 Date with Disaster

## Publicaties
- Niall O'Loughlin: Woodwind, in: The Musical Times, Vol. 107, No. 1479 (May, 1966), p. 434